# Hangen-Weisheim
Hangen-Weisheim ist eine Ortsgemeinde im Landkreis Alzey-Worms in Rheinland-Pfalz. Sie gehört der Verbandsgemeinde Wonnegau an.
Zu Hangen-Weisheim gehört auch der Wohnplatz Friedenauer Hof.

## Geschichte
Die älteste erhaltene Erwähnung des Dorfes stammt von 773. Das Kloster Otterberg war im Ort begütert. Nach 1434 wurde die Kirche im gotischen Stil erweitert. Die Wirren des Dreißigjährigen Krieges und des Pfälzischen Erbfolgekrieges überstand die Kirche mit Schäden. 1706 wurde sie den Evangelischen zugesprochen, die sie ab 1725 erneuerten und später im Jahrhundert mit einer Orgel ausstatteten.
Bis Ende des 18. Jahrhunderts gehörte Hangen-Weisheim zum kurpfälzischen Oberamt Alzey. Während der sogenannten Franzosenzeit war der Ort dem Kanton Bechtheim zugeordnet, der Teil des Departements Donnersberg war.
Aufgrund der 1815 auf dem Wiener Kongress getroffenen Vereinbarungen und einem 1816 zwischen Hessen, Österreich und Preußen geschlossenen Staatsvertrag kam die Region und damit auch die Gemeinde Hangen-Weisheim zum Großherzogtum Hessen(-Darmstadt) und wurde von diesem seiner Provinz Rheinhessen zugeordnet.
Nach Auflösung der rheinhessischen Kantone kam der Ort 1835 zum neu errichteten Kreis Worms, dem er bis zum 1. November 1938 angehörte. Im Zuge der damaligen Gebietsreform stieß er zum Kreis Alzey, der kurz darauf in Landkreis Alzey umbenannt wurde.
1945 besetzten US-amerikanische Truppen den Ort, der jedoch im Sommer 1945 der Französischen Besatzungszone zugeschlagen wurde und 1946 zum neuen Land Rheinland-Pfalz kam. Der Landkreis Alzey bestand darin bis zur Verwaltungsreform vom 7. Juni 1969 fort, im Zuge derer dessen überwiegenden Teil im Landkreis Alzey-Worms aufging, dem Hangen-Weisheim seitdem angehört.
Von 1972 bis 2014 gehörte Hangen-Weisheim zur Verbandsgemeinde Westhofen, seither zur Verbandsgemeinde Wonnegau.

## Politik

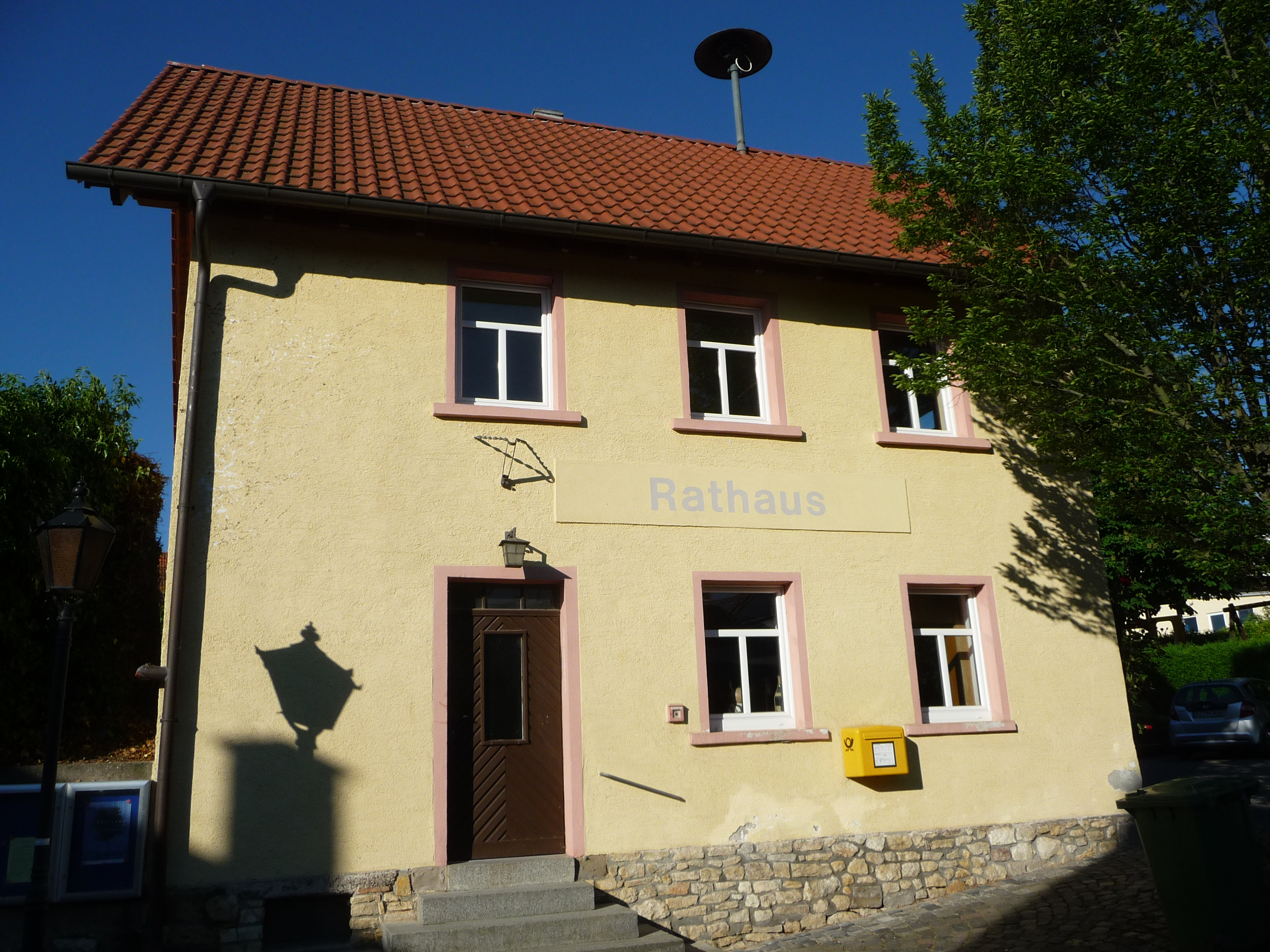
Rathaus

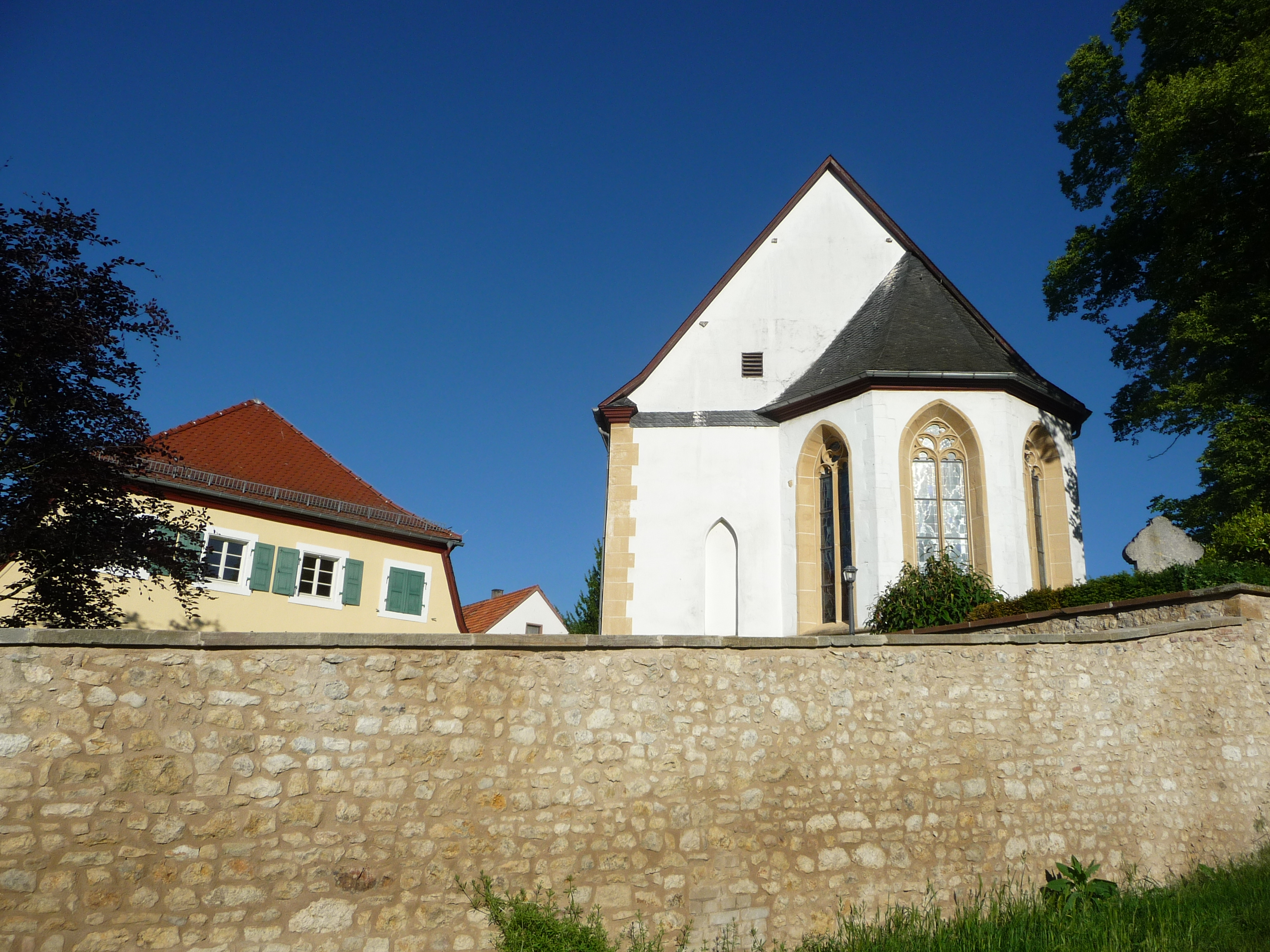
Pfarrhaus und Kirche

### Gemeinderat
Der Gemeinderat in Hangen-Weisheim besteht aus acht Ratsmitgliedern, die bei der Kommunalwahl am 9. Juni 2024 in einer Mehrheitswahl gewählt wurden, und dem ehrenamtlichen Ortsbürgermeister als Vorsitzendem.
Der Ortsgemeinderat hat vier Ausschüsse gebildet: Bauausschuss, Landwirtschafts-, Weinbau-, Umwelt- und Friedhofsausschuss, Rechnungsprüfungsausschuss sowie Leseausschuss. Daran ist auch der prägende Charakter des Weinbaus (Ausschuss für Weinbau, und ein weiterer für Weinlese) zu erkennen.

### Bürgermeister
Ortsbürgermeister ist Christian Schipp. Sein Vorgänger Harald Pflaume war bei der Kommunalwahl 2024 nach 10 Jahren Amtszeit nicht erneut angetreten, blieb jedoch geschäftsführend im Amt, da kein Wahlvorschlag eingereicht wurde. Bei der zweiten Sitzung des neugewählten Gemeinderats am 27. August 2024 erklärte sich Schipp aus dem Publikum bereit das Amt zu übernehmen und wurde einstimmig gewählt.

### Wappen
| Wappen von Hangen-Weisheim | Blasonierung: „Geteilt; oben in Gold die silbernen Initialen H und W, unten über grünem Dreiberg im Schildfuß Weiß und Blau gerautet.“ |
| Wappen von Hangen-Weisheim | |

## Wirtschaft und Infrastruktur
Die Wirtschaft von Hangen-Weisheim ist überwiegend landwirtschaftlich geprägt. Neben den sechs landwirtschaftlichen Betrieben, die dem Haupterwerb dienen, und den zahlreichen nebenwirtschaftlichen Weingütern und Bauernhöfen sind auch eine Anzahl von Handwerks- und Dienstleistungsunternehmen ansässig.
Der Ort wird von der VRN-Buslinie 429 bedient, die ihn mit Alzey und Osthofen verbindet. Im benachbarten Eppelsheim befindet sich ein Bahnhof an der Rheinhessenbahn (Worms–Bingen (Stadt)).

## Persönlichkeiten

### Ehrenbürger
- Walter Kundel, Altbürgermeister[10]

### Mit Hangen-Weisheim verbunden
- Heinrich Nikolaus Faust von Stromberg († 1621), Johanniter-Komtur in Hangen-Weisheim. Sein qualitativer Wappengrabstein hat sich im Stadtmuseum Worms erhalten.